# Panaxia quadripunctata
Panaxia quadripunctata är en fjärilsart som beskrevs av J.Thurner. 1916. Panaxia quadripunctata ingår i släktet Panaxia och familjen björnspinnare. Inga underarter finns listade i Catalogue of Life.